# Calotelea auriventria
Calotelea auriventria är en stekelart som beskrevs av Sharma 1978. Calotelea auriventria ingår i släktet Calotelea och familjen Scelionidae. Inga underarter finns listade.